# Die Rettungsflieger/Staffel 5
Die fünfte Staffel der deutschen Notfall- und Rettungsserie Die Rettungsflieger feierte ihre Premiere am 19. September 2001 auf dem Sender ZDF. Das Finale wurde am 5. Dezember 2001 gesendet.
Die zehn Episoden der fünften Staffel wurden am mittwöchlichen Vorabend auf dem 19:25-Uhr-Sendeplatz erstausgestrahlt und werden seit der Einstellung der Fernsehserie im Jahr 2007 regelmäßig im Nachmittagsprogramm von ZDF und Nachmittags- und Vorabendprogramm von ZDFneo wiederholt.

## Darsteller
| Rollenname          | Dienstgrad      | Beruf             | Schauspieler    |
| ------------------- | --------------- | ----------------- | --------------- |
| Alexander Karuhn    | Hauptmann/Major | Pilot             | Matthias Leja   |
| Jan Wollcke         | Hauptfeldwebel  | Bordtechniker     | Oliver Hörner   |
| Maren Maibach       | Stabsarzt       | Notärztin         | Gerit Kling     |
| Torsten Biedenstedt | Feldwebel       | Rettungsassistent | Tom Wlaschiha   |
| Ilona Müller        | Stabsarzt       | Notärztin         | Julia Heinemann |
| Thomas Asmus        | Oberbootsmann   | Rettungsassistent | Ulrich Bähnk    |
| Michael Gröber      | Bootsmann       | Rettungsassistent | Volker Metzger  |

## Episoden
| Nr. (ges.) | Nr. (St.) | Originaltitel         | Erstausstrahlung D | Regie           |
| --- | --------- | --------------------- | ------------------ | --------------- |
| 30 | 1         | Kinderparadies        | 19. Sep. 2001      | Rolf Liccini    |
| Das Team des SAR 71 nimmt an einer Demonstration des Rettungswesens im Heidepark Soltau teil und während Pilot Alexander Karuhn, Notärztin Dr. Maren Maibach und Rettungsassistent Torsten Biedenstedt nichts gegen einen Tag im Vergnügungspark einzuwenden haben würde Bordtechniker Jan Wollcke lieber Zeit mit seiner Familie verbringen. Als Alexander Karuhn und Maren Maibach, die mittlerweile ein Paar sind, gerade die Wildwasserbahn testen geschieht ein Unglück: Ein Junge fällt aus einer der Wagen und wird schwer verletzt. Für die Rettungsflieger beginnt der erst echte Einsatz des Tages und dieser führt sie in das Universitätsklinikum Eppendorf wo Torsten Biedenstedt auf seinen Vater, Prof. Dr. Bernd Biedenstedt, trifft und sich merkwürdig abweisend verhält. Dem ersten Einsatz weitere folgen sollen, denn während eines Wanderausfluges verletzt sich ein kleiner Junge mit einem Messer schwer und muss in die Klinik nach Hamburg geflogen werden. Letztendlich wird der Heidepark Soltau selbst noch einmal Schauplatz des letzten Einsatzes des Tages: Dort müssen die Rettungsflieger einen erweiterten Suizid verhindern. Währenddessen haben Jan Wollcke und seine Ehefrau Streit: Iris Wollcke möchte dass ihr Mann Erziehungsurlaub nimmt, dieser aber hat Angst seinen Posten im Team zu verlieren und weigert sich. Am Ende ist es Pilot Alexander Karuhn der dem Paar einen hilfreichen Tipp geben kann: Ein Au-pair. |           |                       |                    |                 |
| 31 | 2         | Todesfahrt            | 26. Sep. 2000      | Rolf Liccini    |
| Alexander Karuhn und Maren Maibach genießen ihre gemeinsame Zeit als Paar und planen ihre Zukunft, jedoch verheimlichen sie ihre Beziehung vor ihrer Kollegen zunächst noch, werden aber von Jan Wollcke bei gemeinsamen Bettenkauf gesehen. Oberstarzt Dr. Kettwig erfährt durch Zufall auch von der Beziehung und ist zunächst überrascht, duldet es jedoch, dass die beiden auch weiterhin Rettungseinsätze fliegen, obwohl dies den Vorschriften widerspricht. Beim nächsten Einsatz werden die Retter mit einem jungen Paar, welches beim Umzug einen Stromschlag erlitten hat konfrontiert und bei einer Kutschfahrt zum Vatertag kommt es zu einem Unglück mit Folgen. Während das Team des SAR 71 kaum mit der Versorgung der Verletzten hinterherkommt muss ein zweiter Rettungshubschrauber angefordert werden. Zurück im Rettungszentrum erhält Notärztin Dr. Maren Maibach eine schockierende Nachricht, die ihr Leben verändert: Ihre Schwester Kerstin hatte einen Autounfall und ist verstorben. Gastdarsteller: Stefanie Burkart als Petra, Frank Jordan als Sebastian, Jana Kozewa als Sabine, Christiane Lemm als Mutter Biedenstedt |           |                       |                    |                 |
| 32 | 3         | Das Team in Not       | 10. Okt. 2001      | Rolf Liccini    |
| Der Tag führt das Team der Rettungsflieger mehrfach in einen Park: Zunächst wurde ein kleines Mädchen von einem Dealer angegriffen und mit einem Messer verletzt, als sie ihren Hund retten will. Dann macht ein Fahrradunfall einen Einsatz der Crew notwendig und letztendlich treffen sie auf den Dealer, welcher den Hund des Mädchens angegriffen hatte, und leisten Amtshilfe für die Polizei. Ein Einsatz am nächsten Tag führt die Retter zu einem verlassenen Bauernhof, an dem eine Person einen Herzinfarkt erlitten habe soll, doch dort wartet nur ein Verbrecher auf das Team, welcher den Hubschrauber kapert um seinen Bruder, der während einer Geiselnahme vom SEK umstellt ist, zu befreien. Für die Besatzung des SAR 71 startet ein gefährlicher Flug, denn der Bruder ihres Kidnappers wird bei seiner Befreiung von der Polizei angeschossen und muss versorgt werden. Währenddessen bereiten sich Dr. Maren Maibach und Alexander Karuhn auf die Adoption des Kindes von Maren Maibachs toter Schwester vor, doch es soll alles anders kommen als gedacht und Rettungsassistent Torsten Biedenstedt muss sich mit seiner dominanten Mutter auseinandersetzten, was ihm schwer zusetzt. Gastdarsteller: Julia Frankenberger als Marion Gabor, Stefan Franz als SEK-Chef, Wolfgang Hartmann als Heinrich Gabor, Frank Jacobsen als Heiko, Rainer Laupichler als Joscha, Christiane Lemm als Mutter Biedenstedt, Klaus A. Müller als Opa |           |                       |                    |                 |
| 33 | 4         | Abschied von Maren    | 17. Okt. 2001      | Rolf Liccini    |
| Es ist der letzte Tag von Notärztin Dr. Maren Maibach und das Team hat eine Abschiedsparty organisiert. Für Pilot Alexander Karuhn ist dieser Tag besonders enttäuschend, denn er bedeutet die Trennung von seiner großen Liebe und dem Team steht eine ungewisse Zukunft bevor, denn sie wissen nicht wer Maren Maibachs nachfolgt. Umso größer ist die Überraschung am nächsten Morgen, denn Oberstarzt Dr. Kettwig präsentiert eine alte Bekannte: Stabsarzt Dr. Ilona Müller. Während Bordtechniker Jan Wollcke und Pilot Alexander Karuhn die Notärztin schon kennen ist es für Torsten Biedenstedt die erste Begegnung mit seinen neuen Vorgesetzten und es ist sofort fasziniert von Ilona Müller. Währenddessen wird das Team zu einem Unfall mit einer Landmaschine gerufen, doch ein am Feld anwesender Hubschrauber behindert die Crew schon beim Anflug auf den Einsatzort und stürzt wenig später ab. Die Rettungsflieger versuchen alles, doch es ist zu spät und sie können den Mann nicht mehr helfen. Der nächste Einsatz führt das Team zu einer Autobahnraststätte und dort treffen sie auf überraschenderweise auf Dr. Maren Maibach, die ihnen bei der Versorgung der Verletzten hilft. Gastdarsteller: Niels Dreiser als Dieter, Josef Heynert als Klaus, Olga Kolb als Jeanette, Vivien Schnepel als Conny, Nele Woydt als Sylvia |           |                       |                    |                 |
| 34 | 5         | Torstens Entscheidung | 24. Okt. 2001      | Georg Schiemann |
| In Hamburg wütet ein Sturmtief und das Team des SAR 71 muss mit seinem Rettungshubschrauber am Boden bleiben, doch bei einer Bürobaracke stürzt ein Gittermast auf ein Gebäude und das Team muss trotz widriger Wetterbedingungen ausrücken. Während des Einsatzes lernt Dr. Ilona Müller Ben, den Chef der Firma, kennen, welcher sie im weiteren immer wieder besuchen wird. Als der nächste Einsatz die Retter vom SAR 71 zum Au-Pair-Mädchen von Jan Wollcke an die Elbe führt, ahnt dieser nichts Gutes, doch es kommt für ihn anders als gedacht. Zurück im Rettungszentrum bricht der Gefreite Homann auf der Toilette zusammen und muss operiert werden. Dr. Ilona Müller macht sie große Vorwürfe, denn sie hatte ihn nicht untersucht und seine Appendizitis nicht erkannt, weshalb sie nun bei der Operation assistiert. Währenddessen trifft Rettungsassistent Torsten Biedenstedt die Entscheidung an einem Hilfseinsatz der Bundeswehr in Afrika teilzunehmen, jedoch fehlt ein Ersatz und Oberstarzt Dr. Kettwig kann ihn nicht freigeben, aber da kommt der Besuch von Oberbootsmann Thomas Asmus aus Ulm gerade recht. Gastdarsteller: Christoph Grunert als Ben |           |                       |                    |                 |
| 35 | 6         | Das Angebot           | 31. Okt. 2001      | Georg Schiemann |
| Die Rettungsflieger werden zu einer Patientin mit „schlechtem Allgemeinzustand“ gerufen, doch was sie nicht ahnen, ist, dass die Frau im Sterben liegt. Dr. Ilona Müller muss vermitteln. Der nächste Einsatz führt die Crew zum Buddy-Holly-Musical-Zelt, wo der Praktikant beim Auswechseln eines Scheinwerfers von der Leiter gestürzt ist. Noch während Dr. Ilona Müller und Torsten Biedenstedt mit der Versorgung des Verletzten beschäftigt sind, muss Pilot Alexander Karuhn einen kleinen Jungen vor einem Sturz von der Kaimauer bewahren. Gerade als die Crew auf dem Rückweg zum Rettungszentrum ist fällt ihnen ein Leichtflugzeug auf, dessen Pilot sich merkwürdig verhält. Die Rettungsflieger folgen und entdecken eine unglaublich Aktion. Währenddessen stehen Veränderungen im Team der Rettungsflieger an: Feldwebel Torsten Biedenstedt wird Hamburg verlassen, um an einer Rettungsmission teilzunehmen und Hauptmann Alexander Karuhn erhält ein Angebot von Ben, dem neuen Freund von Stabsarzt Dr. Ilona Müller. Gastdarsteller: Christoph Grunert als Ben, Fabian Harloff als Buddy |           |                       |                    |                 |
| 36 | 7         | In der Schusslinie    | 7. Nov. 2001       | Georg Schiemann |
| Ein Sexualmörder ist aus der Psychiatrie entflohen und hat eine junge Frau vergewaltigt. Das Team muss schnell vor Ort sein und helfen, doch gerade als sie von dem Einsatz zurückkehren wartet schon der Nächste auf die Rettungsflieger. Ein Maurer hängt an einem Leuchtturm und muss mittels der Seilwinde gerettet werden: Einsatz für Oberbootsmann Thomas Asmus, der sich schon in seinem zweiten Einsatz nach seiner Rückkehr aus Ulm beweisen muss. Derweil gibt es auch im Privaten der Besatzungsmitglieder einige Neuerungen: Während sich Jan Wollckes Ehefrau für den Playboy fotografieren ließ denkt Pilot Alexander Karuhn über das Angebot von Ben, Dr. Ilona Müllers Freund, nach und die erfährt, dass ihr Freund verheiratet ist, was ihre heile Welt ruiniert. Als das Team am Sonntag wieder zum Dienst erscheinen muss ahnen die Retter vom SAR 71 noch nicht, dass der nächste Einsatz einiges verändern wird: Der Sexualmörder hat eine Geisel genommen und sie in einem Haus verschanzt. Während die Polizei den Zugriff plant stürmt Alexander Karuhn los um einen Schwerverletzten aus dem Schussfeld des Sexualmörders zu retten, doch der Hauptmann wird dabei selbst angeschossen. Der anschließende Flug in die Klinik wird für den Piloten fast zu einem Desaster. Gastdarsteller: Christoph Grunert als Ben, Karina Marmann als Katja, Gertrud Nothhorn als Margot, Jochen Regelien als Hannes, Atto Suttarp als Sexualmörder Bracke |           |                       |                    |                 |
| 37 | 8         | Afrikanisches Fieber  | 21. Nov. 2001      | Thomas Jacob    |
| Der erste Einsatz des Tages entpuppt sich für die Rettungsflieger als Fehlalarm, denn zwei Jungen haben sich einen schlechten Scherz erlaubt. Die Crew ist entsetzt, doch der nächste Einsatz fordert die volle Konzentration: Der Verdacht auf Meningitis erweist sich als falsch und das Team sieht sich mit einer Tropenkrankheit konfrontiert, die sie auch in ihrem nächsten Einsatz verfolgt. Da die Besatzung mit zwei Infizierten Kontakt hatte, müssen sie auch unter Quarantäne im Bernhard-Nocht-Institut für Tropenmedizin. Diese Extremsituation verändert die Sichtweise der Teammitglieder auf ihre eigenen Probleme: Dr. Ilona beschließt ihren Freund zu verzeihen, Jan Wollcke will seiner Ehefrau mehr Freiraum gewähren und Thomas Asmus erkennt, dass er nicht unersetzbar ist. Alexander Karuhn, der nach der Trennung von Dr. Maren Maibach und dem nun eingeleiteten Disziplinarverfahren mit Ermittlungen gegen ihn durch die Bundeswehr, zwischenzeitlich jeden Lebensmut verloren hat lehnt das Angebot ab, die Bundeswehr zu verlassen und Pilot eines Privat-Jets zu werden. Gastdarsteller: Kerstin Draeger als Anne, Werner Eichhorn als Balthasar, Giulia Follina als Baum |           |                       |                    |                 |
| 38 | 9         | Explosiv              | 28. Nov. 2001      | Thomas Jacob    |
| Die Rettungsflieger werden zu einem Einsatz in das Chemielabor einer Schule gerufen. Sieht das Ganze zunächst noch wie ein Unfall aus, glauben die Retter vom SAR 71 bald an einen gefährlichen Anschlag eines Schülers auf seinen Lehrer und müssen den Jungen an einem Selbstmord hindern. Derweil führt sie der nächste Einsatz zu einem jungen Mann, der von einem Hütchenspieler betrogen und danach zusammengeschlagen wurde. Die Besatzungsmitglieder sind berührt von der Geschichte des Mannes und seiner hochschwangeren Freundin und beschließen kurzerhand ihnen zu helfen. Gastdarsteller: Theo Gostischa als Klaus, Christoph Grunert als Ben, Natalie Spinell als Andrea, Werner Tietze als Schmidtke |           |                       |                    |                 |
| 39 | 10        | Todessturz            | 5. Dez. 2001       | Thomas Jacob    |
| Alexander Karuhn und Dr. Ilona Müller gehen gemeinsam Joggen, dabei entdecken sie eine Person, die von einer Leiter gestürzt ist, und helfen sofort. Der erste Einsatz des nächsten Tages führt die Rettungsflieger wieder zu dem Ort des gestrigen Unfalls: Eine junge Frau ist beim Tanztraining schwer gestürzt. Als die Retter am Unfallort ankommen ist es aber schon zu spät und die Frau ist tot. Als Pilot Alexander Karuhn und Notärztin Dr. Ilona Müller nochmals über diesen Einsatz sprechen kommen ihnen Zweifel an der Unfallversion und sie beginnen selbstständig zu ermitteln. Bei ihren Nachforschungen stellen sie das Unfassbare fest: Es war Mord. Als am nächsten Tag in jeder Zeitung von der nächtlichen Aktion der beiden Besatzungsmitglieder zu lesen ist unterbricht Oberstarzt Dr. Kettwig die freudige Stimmung im Team. Die Ermittlungen der Bundeswehr im Disziplinarverfahren gegen Alexander Karuhn sind abgeschlossen und der General persönlich wird die Exekution am Mittag anführen. Während der Pilot mit dem Schlimmsten rechnet und sich auf seine Entlassung aus der Bundeswehr vorbereitet muss sich das Team auf den nächsten Einsatz konzentrieren. Während Ilona Müller ihren Rettungsassistenten Oberbootsmann Thomas Asmus wegen seiner anhalten Zahnschmerzen zum Zahnarzt geschickt hat und Vertretung Bootsmann Michael Gröbers eingesprungen ist treffen sie am Einsatzort wieder auf ihren Kollegen. Von diesem Einsatz zurückgekehrt wartet schon die Überraschung im Rettungszentrum: Generalmajor Müller, der Vater von Dr. Ilona Müller, verleiht Hauptmann Alexander Karuhn das Ehrenkreuz und befördert ihn anschließend auch noch zum Major. Gastdarsteller: Gerd Baltus als Kripomann, Dirk Ossig als Zahnarzt |           |                       |                    |                 |

## DVD-Veröffentlichung
Die DVD mit den Episoden der fünften Staffel erschien am 20. Februar 2009.
Eine DVD-Box mit allen elf Staffeln der Rettungsflieger und dem Pilotfilm Vier Freunde im Einsatz erschien am 24. August 2012.